# Tiana (Itália)
Tiana é uma comuna italiana da região da Sardenha, província de Nuoro, com cerca de 583 habitantes. Estende-se por uma área de 19 km², tendo uma densidade populacional de 31 hab/km². Faz fronteira com Austis, Desulo, Ovodda, Sorgono, Teti, Tonara.

## Demografia
| Variação demográfica do município entre 1861 e 2011                               |
|                                                                                   |
| Fonte: Istituto Nazionale di Statistica (ISTAT) - Elaboração gráfica da Wikipedia |